# Théo Derot

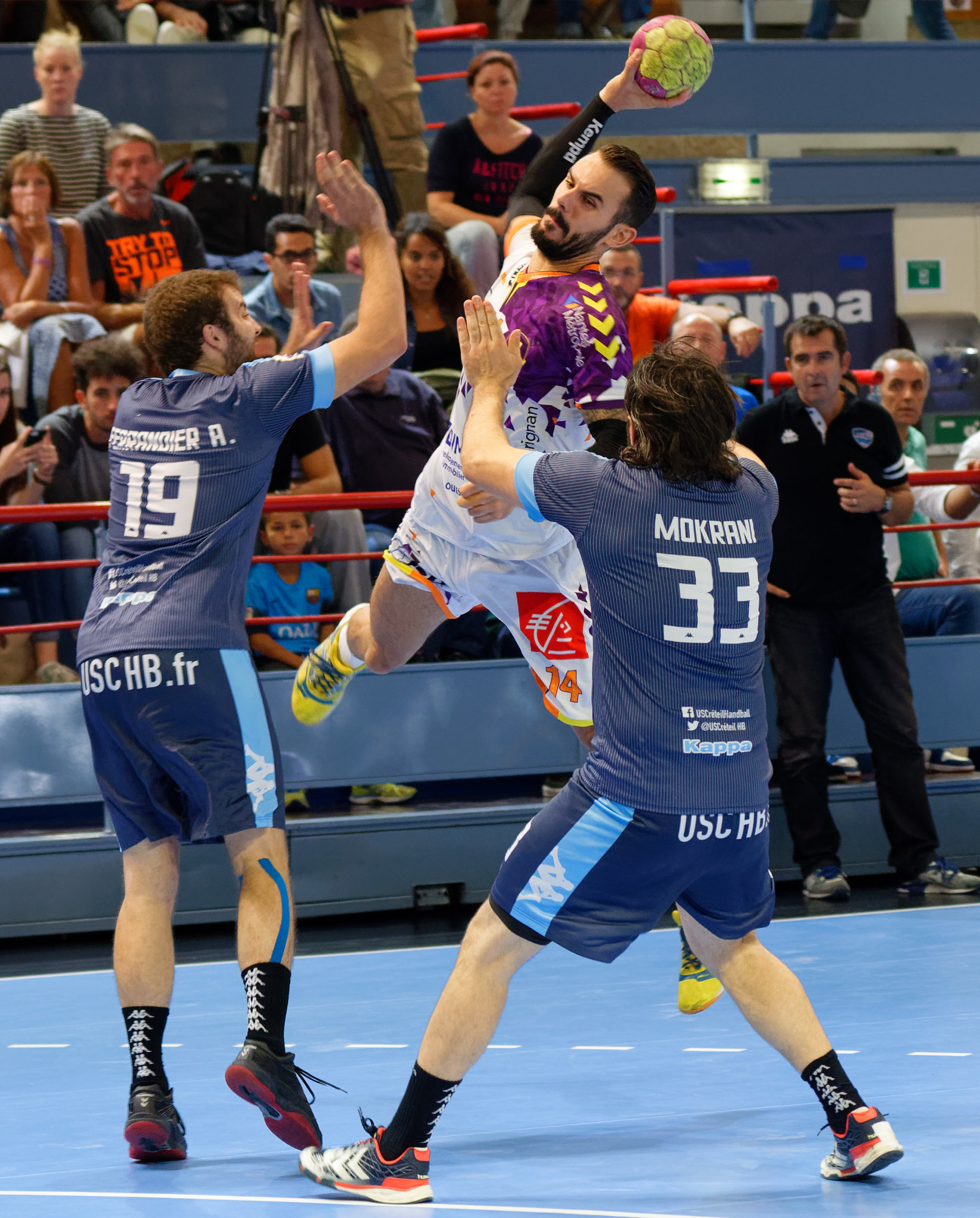
Rencontre de championnat de LidlStarLigue entre l'US Créteil et le HBC Nantes. A Créteil, le 25 septembre 2016.

Théo Derot, né le 17 juin 1992 à Nîmes, est un joueur de handball international français évoluant au poste d'arrière gauche.

## Biographie
Fils de Gilles Derot, ancien international français double champion de France avec l'USAM Nîmes, et neveu de Christian Gaudin, double champion du monde, c'est naturellement que Théo Derot se tourne vers le handball.
Formé au Istres Ouest Provence Handball, club entraîné par son père, il y signe son premier contrat professionnel et est élu meilleur espoir du Championnat de France 2014-2015. À l'été 2015, il rejoint le HBC Nantes.
En 2016, il connait ses premières sélections en équipe de France A et fait partie de l'effectif qui participe au Championnat d'Europe 2016.
En 2017, il décide de prendre la direction du Pays d'Aix Université Club Handball. Mais en pleine préparation estivale, il est gêné par une boule sous le bras et un choc lors du tournoi amical de Doboj, en Bosnie, le pousse à passer un examen de contrôle. On lui diagnostique alors un lymphome de Hodgkin, un cancer du système lymphatique,. Ses anciens partenaires nantais lui rendent alors hommage lors du Trophée des champions. Après de longs mois de traitement, avec un total de 16 séances de chimiothérapie et une trentaine d’hospitalisations en cinq mois, Théo Derot fait son retour sur les terrains le 25 avril 2018, neuf mois après l’annonce de son cancer.
En janvier 2019, il quitte le club Aixois, en manque de temps de jeu, pour retrouver l'Istres Provence Handball, entraîné par son père. Après avoir contribué au maintien du club, il décide de mettre un terme à sa carrière à seulement 27 ans.

### Anecdote
Théo nait le 17 juin 1992, soit quinze jours seulement avant les Jeux olympiques de Barcelone : Daniel Costantini décide alors de ne pas sélectionner son père Gilles Derot, ancien international français double champion de France avec l'USAM Nîmes, pour qu'il puisse rester auprès de sa femme et de son fils, si bien que Gilles Derot n'est pas de l'aventure qui voit l'équipe de France atteindre pour la première fois le podium d'une compétition internationale.

## Palmarès

### En club
- Vainqueur de la Coupe de France en 2017.
- Vice-champion de France en 2017
- Vice-champion de France de Division 2 en 2014

### En équipes nationales
France
- Première sélection le 7 janvier 2016

France jeunes
- Médaille de bronze aux Jeux olympiques de la jeunesse 2010
- Médaille d'or au Festival olympique de la jeunesse européenne 2009[9]

### Distinctions individuelles
- élu meilleur espoir du Championnat de France 2014-2015[10]